# Вовчогірський провулок
Вовчогі́рський прову́лок — провулок в Шевченківському районі міста Києва, місцевість Нивки, Дехтярі. Пролягає від вулиці Януша Корчака до вулиці Вовчогірської.

## Історія
Провулок виник у середині XX століття під назвою Новий. 1957 року отримав назву Ставропольський провулок на честь російського міста — Ставрополь. 
Сучасна назва, що походить від розташованої поряд історичної місцевості Вовча гора — з 2022 року